# KkStB 265
Die kkStB 265 waren Lokalbahn-Tenderlokomotiven der k.k. österreichischen Staatsbahnen, welche ursprünglich von der Böhmischen Nordbahn-Gesellschaft als Reihe VIb für den Betrieb auf der Lokalbahn Böhmisch Leipa–Steinschönau beschafft wurden.

## Geschichte
Die beiden Lokomotiven wurden 1907 von der Ersten Böhmisch-Mährischen Maschinenfabrik in Prag gebaut und blieben während ihrer gesamten Betriebszeit auf ihrer Stammstrecke.
Ursprünglich als Baureihe BNB VI bezeichnet, wurden die Lokomotiven ab 1924 von den Tschechoslowakischen Staatsbahnen ČSD in die Baureihe 312.7 eingeordnet. Die Deutsche Reichsbahn-Gesellschaft gab den Lokomotiven ab 1938 während der Zeit des Zweiten Weltkrieges die Baureihennummer 90.3.
Nach 1945 fuhren sie wieder als ČSD 312.7. Mit der Indienststellung der neuen Triebwagen der Baureihe M 131.1 wurden die Lokomotiven 1949 ausgemustert.
Ursprünglich waren sie dem Depot Děčín zugeteilt und kamen dann zum im Heizhaus in Česká Kamenice. Nach der Verstaatlichung ihrer Stammstrecke waren sie in Česká Lípa beheimatet.:58
Anschließend wurden sie bis Mitte der 1960er Jahre als Werklokomotiven verwendet; die 312.701 bei einem Zement- und Kalkwerk in Brno, die 312.702 bei Svit Gottwaldov in Zlín.:59

## Technische Merkmale
Die Lokomotiven stellen eine Kompromisslösung zwischen den Lokomotiven BNB VI und den BNB VIa dar. Von der BNB VI a wurde die  Kesselausrüstung übernommen, sie sollten die Belastung des Oberbaues wie die BNB VI erreichen. Gleichzeitig wurden die Vorräte an Wasser und Kohle vergrößert. Dadurch wurden sie nach hinten verlängert und mit einer zusätzlichen Laufachse versehen, die als Adamsachse ausgebildet war. Die Lokomotive besaßen eine Allan-Steuerung und eine Saugluftbremse.:59